# ماري غراهام
ماري غراهام (بالإنجليزية: Mary Graham)‏ هي كاتِبة أمريكية، ولدت في 14 نوفمبر 1944.

## وصلات خارجية
- الموقع الرسمي